# Virtus

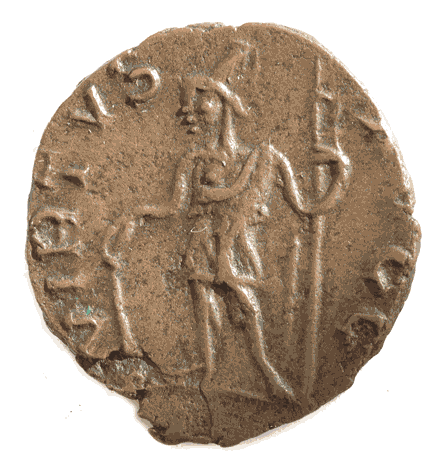
Afbeelding van Virtus op een biljoenen antoninianus van Tetricus I (271-274 n.Chr.).

Virtus was in de Romeinse mythologie een godheid die de dapperheid personificeerde.
Gewoonlijk werd zij in verband gebracht met Honos of Honor, de personificatie van de eer. Het beeld van Virtus, dat in de tempel stond, welke door Marcellus ter ere van de beide godheden gezamenlijk was opgericht, droeg een lans en een zwaard, en zette de voet op een stapel wapens van overwonnen vijanden.
Een gouden beeld van Virtus moest gesmolten worden om het goud bij elkaar te krijgen, waarmee de Romeinen de aftocht van Alarik I, de koning van de Goten (410 na Chr.), moesten afkopen.
Door keizer Augustus werd de 29ste dag van de naar hem genoemde maand (29 augustus) als een gemeenschappelijke feestdag voor Honos en Virtus aangewezen.